# Arteria maleolar anterior lateral
La arteria maleolar anterior lateral es una arteria que se origina en la arteria tibial anterior. No presenta ramas.

## Distribución
Se distribuye hacia la articulación del tobillo. Se anastomosa con la arteria peronea para formar la red tibiotarsiana.